# Персоналізований пошук Google
Персоналізований пошук Google - це персоніфікована функція пошуку Google Search, представлена на загал в 2004 році. Усі пошукові запити у  Google пов’язані із записом файлів cookie браузера .  Коли користувач виконує пошук, результати пошуку базуються не лише на відповідності кожної вебсторінки пошуковому терміну, але й на тих вебсайтах, які користувач (або той, хто використовує той самий браузер ), відвідував за попередніми результатами пошуку.  Це забезпечує більш особистісно-оріентований досвід, який може підвищити релевантність результатів пошуку для конкретного користувача. Із негативних факторів можна відзначити, що така фільтрація також може мати побічні ефекти, такі як створення бульбашкового фільтра.
У наступні роки компанія Google змінила алгоритми пошуку. Тепер вага даних користувачів є меншою, а це означає, що зменшується вплив персоналізованого пошуку на результати запиту. У відповідь на критику, Google надав можливість  вимкнути цю функцію.

## Історія
Вперше, персоніфікований пошук був представлений 29 березня 2004 року у режимі бета-тестування проекту Google Labs .  20 квітня 2005 року він був доступний, але все ще відокремлений від звичайного пошуку Google.   11 листопада 2005 року він став частиною звичайного пошуку Google, яка була доступна тільки користувачам із обліковими записами Google . 
Починаючи з 4 грудня 2009 року, почав використовуватись персоналізований пошук до всіх користувачів пошукової системи Google, включаючи тих, хто не ввійшов в обліковий запис Google. 
У доповнення до попередніх версій, у жовтні 2009 року Google запровадив результати соціального пошуку  , у якому крім налаштування результатів на основі особистої поведінки та інтересів, була додана прив'язка на основі людей, яких хтось знає. Результати такого специфічного пошуку дають можливість сайтам складати рейтинг у "соціальному колі" користувача, працюючи з припущенням, що однодумці мають спільні інтереси.
До лютого 2011 року ці два сервіси інтегрувались до регулярних наслідків пошуку та розширювали результати, включаючи вміст, спільний для користувачів, знайомих через соціальні мережі. 

## Збір даних
Коли працює алгоритм пошуку Google, компанія збирає  та зберігає вебісторії у своїх базах даних. Для неавторизованих користувачів, Google анонімно переглядає  збережені файли cookie браузера користувача, а потім порівнює унікальний рядок із тими, що зберігаються в базах даних Google. Авторизовані облікові записи користувачів використовують вебісторію користувача, щоб дізнатись, які вебсайти та вміст вам подобаються, і базувати на них результати пошуку. Використовуючи дані, надані користувачем, Google створює профіль, який включає в себе стать, вік, мови та інтереси на основі попередньої поведінки. 
Коли користувач виконує пошук за допомогою Google, ключові слова або терміни використовуються для отримання структурованих результатів на основі алгоритму PageRank . За даними Google, цей алгоритм є їх "системою підрахунку голосів та визначення, на їх основі, які сторінки є найбільш важливими. Потім ці оцінки використовуються, щоб визначити, чи буде сторінка добре позиціонуватися в пошуку ". "Використовуючи величезну структуру посилань як показник цінності окремої сторінки, PageRank покладається на унікальну демократичну природу Інтернету. На практиці, Google прирівнює перехід за посиланням зі сторінки А на сторінку Б як голосування, за сторінку А та за сторінку В. Компанія Google розглядає значно більше, ніж просто обсяг голосів, або посилань, які отримує сторінка. Крім цього, сервіс звертає увагу та аналізує сторінку, з якої переходять. Голоси, віддані "важливішим" сторінкам, мають більше значення і допомагають зробити інші сторінки "важливими". Використовуючи ці та інші фактори, Google надає свої погляди на відносну важливість сторінок " 
Так як пошукова система запустила першу версію з індивідуальними результатами пошуку в 2005 році і почала розглядати раніше відвідані сайти, для уточнення результатів пошуку були додані нові параметри.
Після багатьох років тестування Google зробили висновок - значно кращим показником для вирішення, які результати мають значення для користувача, є сама пошукова фраза,А не дані користувача. тобто персоналізація результатів пошуку є не таким важливим фактором як це вважалося раніше. 
Гарвардський професор права Джонатан Ціттрейн  вважав, що фільтри персоналізації спотворюють результати пошуку Google, пояснюючи, що "ефекти персоналізації пошуку були незначними".  Крім того, Google надає можливість користувачам відключати функції персоналізації [12]. Ця дія змушує Google видаляти запис їх історії пошуків та не пам’ятати ключові слова пошуку та відвідувані посилання в майбутньому.

### Види зібраних даних
Для визначення результатів пошуку використовується більше 50 факторів (які Google називає „сигналами“). Основними критеріями фільтрування результатів пошуку є:
- Місцезнаходження
- Історія пошуку
- Історія вебпошуку
- Соціальні мережі

Кожен із цих критеріїв буде враховувати персоналізацію результатів фільтрування для  користувача в надії швидко забезпечити найбільш відповідні запиту, результати для відповіді на будь-яке запитання.[13]

#### Дані про місцезнаходження
Google надає інформацію на основі поточного місцезнаходження та місць, які користувач відвідував у минулому, на основі місцезнаходження GPS зі смартфона Android або IP-адреси комп'ютера користувача. За допомогою платформи Google Local, що містить докладні огляди та оцінки від Zagat ,[14] компанія використовує ці дані для надання місцевих посилань, згрупованих за результатами пошуку.

#### Історія пошуку
Пошуки та переходи за посиланнями користувачів  були узагальненні і в 2005 році вперше була використана історія пошуку для персоналізації результатів запиту. У 2009 році, Google оголосив, що для персоналізованого пошуку більше не потрібно буде входити в обліковий запис користувача. Замість цього Google використовуватиме анонімний файл cookie у веббраузері для налаштування результатів пошуку для тих, хто не ввійшов у систему. 

#### Історія вебпошуку
Історія вебпошуку це запис фактичних сторінок, які відвідує користувач. Цей процес забезпечує визначення рейтингу результатів пошуку. Нарешті, дані Google+ використовуються в результатах пошуку, оскільки Google надає багато демографічних даних про користувача на основі цієї інформації, таких як вік, стать, місцезнаходження, історія роботи, інтереси та соціальні зв’язки.[13]

#### Соціальні мережі
Служба соціальних мереж Google також збирає ці демографічні дані, включаючи вік, стать, місцезнаходження, кар’єру та друзів. Це відбувається під час залишання відгуків та оцінок людей із найближчого кола користувача.

## Ефективність
Вчені з Північно-Східного університету провели дослідження, щоб визначити фактичний вплив налаштування пошуку на кінцевих споживачів. Було виявлено, що у 11,7% користувачів наявні відмінності внаслідок персоналізації. Дослідження показало, що цей результат сильно варіюється залежно від пошукового запиту та позиції рейтингу результатів.[15]
Наприклад, команда Portent виконала пошуковий запит для "JavaScript" (показано праворуч). А потім виконала пошук "Програмування підручників" та "Книги на HTML" перед пошуком "JavaScript", що змінило результати пошуку шляхом включення трьох списків книг, які не були частиною первісного набору результатів. Дослідження показало, що з різних факторів, що перевіряються, два з найбільш важливих фактори: чи був користувач зареєстрований з обліковим записом Google та IP-адреса пошукових користувачів. Це саме дослідження також перевіряло вплив персоналізації, використовуючи Amazon Mechanical Turk (AMT) (краудсорсинговий Інтернет-ринок та частину Amazon Web Services) та контрольну групу, щоб визначити різницю між ними. Результати показали, що найвищі за рейтингом URL-адреси рідше змінювалися на основі персоналізації, і чим нижчий ранг отриманих сторінок, тим більше на них впливає процес персоніфікації. [13]

## Прийом
Із використанням цієї функції було виявлено декілька проблем. По-перше це зменшення ймовірності пошуку нової інформації, оскільки цей прийом зміщує результати пошуку до того, що користувач вже знайшов. По-друге це створює деякі проблеми конфіденційності. Користувач не може знати, як  його результати пошуку будуть персоналізовані для інших користувачів цього самого комп'ютера, і як це вплине на результати пошуку інших людей (якщо вони не ввійшли як інший користувач). Ця функція також має глибокий вплив на галузь оптимізації пошукових систем (SEO), оскільки результати пошуку не класифікуються однаково для кожного користувача, що ускладнює виявлення наслідків зусиль SEO. [16]Персоналізація робить досвід пошуку непослідовним для різних користувачів. Це ускладнює виконання вимоги, щоб індустрія SEO знала як персоналізовані, так і неперсоналізовані результати пошуку, щоб отримати підвищення рейтингу. [14]
Якість персоналізованого пошуку погіршується від створення великої кількості, так званих фонових шумів , які спотворюють результати пошуку. Це можна розглядати як ефект перенесення, який працює таким чином. Запит виконується перший раз; коли пошук виконується вдруге, то на нього впливає перше дослідження, якщо період очікування був встановлений на недостатньо високому бар'єрі.
Прикладом фонового шуму є ситуація: поява ефекту перенесення у пошуці магазину на Гаваях, який показав той самий магазин у Каліфорнії, створюючи шум.[15]
Однак в останні роки нові дослідження виявили, що пошукові системи не створюють такого типу бульбашкових фільтрів, про які думали раніше. Під час дослідження політичного впливу пошукових систем у семи країнах, проведеного в Університеті штату Мічиган, дослідники виявили, що пошукові системи є доповненням до інших джерел новин, якими люди вже користувались. Користувачі перевіряли в середньому 4,5 джерела новин у різних ЗМІ, щоб отримати розуміння, а ті, хто цікавиться політикою, перевіряли навіть більше. Дослідники зазначають, що бульбашкові фільтри є великою проблемою, і що вони в першу чергу стосуються інших людей, крім вас самих. Основним висновком із цих досліджень можна назвати те, що важливість цієї проблеми перебільшена, докази неправдоподібні, і неможливо довести, що саме пошукові системи сприяють створенню бульбашкових фільтрів на основі емпіричних доказів. [17]

## Дивитися також
- Бульбашковий фільтр